# Conflans-en-Jarnisy
Conflans-en-Jarnisy település Franciaországban, Meurthe-et-Moselle megyében. Lakosainak száma 2378 fő (2022. január 1.). Conflans-en-Jarnisy Abbéville-lès-Conflans, Boncourt, Friauville, Jarny és Labry községekkel határos.

## Népesség
A település népességének változása:
| Lakosok száma | 2850 | 2890 | 2728 | 2453 | 2375 | 2356 | 2359 | 2383 | 2377 | 2378 |
|               | 1968 | 1982 | 1990 | 2006 | 2013 | 2015 | 2017 | 2019 | 2020 | 2022 |